# Chuck Loeb

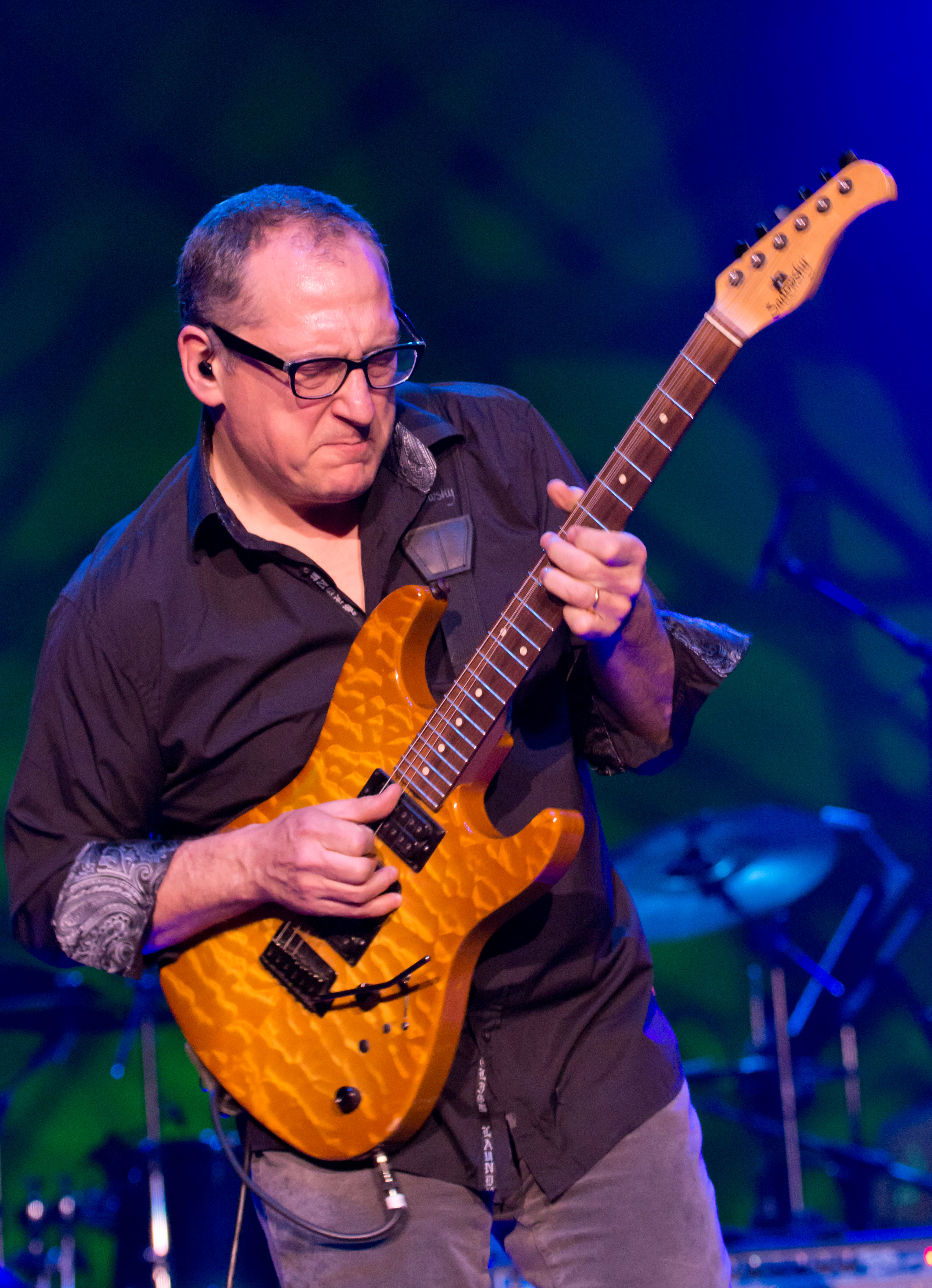
Chuck Loeb (2012)

Charles Samuel „Chuck“ Loeb (* 7. Dezember 1955 in Nyack, New York; † 31. Juli 2017) war ein US-amerikanischer Jazzgitarrist, Komponist, Arrangeur und Musikproduzent.

## Leben
Loeb wuchs in Nyack (NY), einer Vorstadt von New York City, auf. Er spielte seit seinem 11. Lebensjahr Gitarre, entdeckte den Jazz im Alter von 16 Jahren und nahm Unterricht bei Jim Hall, Pat Metheny und Joe Puma. Von 1974 bis 1976 studierte er am Berklee College of Music. Von 1977 bis 1978 gehörte er zur Band von Chico Hamilton, dann zu der von Ray Barretto. Zwischen 1979 und 1981 war er Mitglied der Band von Stan Getz sowie 1984 bis 1987 bei Steps Ahead zusammen mit Michael Brecker, Michael Mainieri, Peter Erskine und Victor Bailey.
Ab 1988 war er auch als Solokünstler unterwegs und als Studiomusiker auf zahlreichen internationalen Veröffentlichungen zu hören, unter anderem für die deutschen Künstler Thomas Quasthoff und Till Brönner. 1994 gründete Loeb mit Wolfgang Haffner und Mitchel Forman die Fusion-Band Metro.
Nach dem Weggang von Larry Carlton ersetzte Loeb 2010 diesen bei der international renommierten Smooth-Jazz-Formation Fourplay, mit der er seit 2010 sehr intensiv auf Tournee war.
Er war ab 1979 mit der spanischen Sängerin Carmen Cuesta verheiratet und Vater zweier Töchter. Seine Tochter Lizzy Loeb ist eine Singer-Songwriterin. Loeb verbrachte wegen seiner Frau und den Töchtern häufig freie Zeit in Spanien. Arbeitsbezogen war nach wie vor New York City die Basis. Das Buch The Best of Chuck Loeb, erschienen beim Verlag Hal Leonard, enthält zehn von Loebs Kompositionen.
Loeb starb 2017 im Alter von 61 Jahren, nachdem er bereits mehrere Jahre lang wegen einer Krebserkrankung in Behandlung gewesen war.

## Diskografische Hinweise
- Overjoyed von Mark Soskin (1988) mit Mark Soskin (Piano), Lincoln Goines (Bass), John Riley (Drums)
- Magic Fingers mit Andy LaVerne (DMP, 1989)
- Lifecolors (DMP, 1990)
- Balance (DMP, 1991)
- Mediterranean (DMP, 1992)
- Simple Things (DMP, 1994)
- The Music Inside (Shanachie, 1996)
- The Moon, the Stars and the Setting Sun (Shanachie, 1998)
- Listen (Shanachie, 1999)
- In a Heartbeat (Shanachie, 2001)
- My Shining Hour (Jazz City, 2002)
- eBop (Shanachie, 2003)
- When I’m With You (Shanachie, 2005)
- Presence (Heads Up, 2007)
- The Love Song Collection (Shanachie, 2007)
- Between 2 Worlds (2009)
- Let’s Touch the Sky (2010) mit Fourplay
- Plain’n’Simple (C.A.R.E. Music Group, 2011)
- Esprit de Four (2012) mit Fourplay
- Silhouette (C.A.R.E. Music Group, 2013)
- Unspoken (Shanachie, 2016)